# Lĩnh Đông
Lĩnh Đông (chữ Hán giản thể: 岭东区, âm Hán Việt: Lĩnh Đông khu) là một quận thuộc địa cấp thị Song Áp Sơn, tỉnh Hắc Long Giang, Cộng hòa Nhân dân Trung Hoa. Quận này có diện tích 908 km², dân số 90.000 người, mã số bưu chính 155120. Quận Lĩnh Đông được chia thành 6 nhai đạo (Trung tâm, Bắc Sơn, Nam Sơn, Đông Sơn, Tây Sơn, Trung Sơn); 1 hương Trường Thắng.